# Kalmbälte
Kalmbälte, eller kalmer, är zoner med svaga vindar, emellanåt vindstilla, belägna över haven dels vid den tropiska lågtrycksrännan nära ekvatorn (doldrums), dels vid den båda subtropiska högtrycksbältena (hästbrädderna). Deras exakta lägen varierar med årstiderna.
Ekvatorialkalmerna har molnigt väder med regn eller åskskurar, medan kalmerna inom de subtropiska högtrycken har torr luft.